# Osbornellus omani
Osbornellus omani är en insektsart som beskrevs av Beamer 1937. Osbornellus omani ingår i släktet Osbornellus och familjen dvärgstritar. Inga underarter finns listade i Catalogue of Life.